# Pablo Blanco Acevedo
Pablo Blanco Acevedo (Montevideo, 1880 - 1935) fou un advocat, historiador i polític uruguaià pertanyent al Partit Colorado.

## Família
Fill de Juan Carlos Blanco Fernández i de Luisa Acevedo Vásquez, diversos membres de la seva família van tenir destacada actuació política, com a per exemple els seus germans Eduardo, Juan Carlos i Daniel.
Casat amb Rosina Pérez Butler.

## Carrera
Graduat en Dret a la Universitat de la República. Va destacar com a professor de dret constitucional i d'història americana i nacional.
Va fundar l'Institut Històric i Geogràfic de l'Uruguai en la seva segona època (1915).
Entre 1913 i 1926, va ser cinc vegades diputat en representació del Partit Colorado; va representar successivament els departaments de Paysandú, Montevideo i Treinta y Tres.
Ministre d'Instrucció Pública i Justícia entre 1922-1924.
Historiador de nota, va publicar nombroses obres de consulta.
Durant la presidència de Baltasar Brum, se li va confiar dictaminar el moment d'inici de la independència nacional: 25 d'agost de 1825.